# Славянская деревня X века
«Славя́нская дере́вня X ве́ка» (или «Славя́нская дере́вня») — этнографический интерактивный парк-музей под открытым небом в посёлке городского типа Любытино Новгородской области. Воссоздаёт славянское сельское поселение X века. Входит в число «наиболее развитых туристических центров» Новгородской области.

## История
Музей живой истории «Славянская деревня X века» создан в рамках проекта «Русь глубинная», авторами которого являются Любытинский краеведческий музей, Новгородский государственный университет, Новгородское общество любителей древности и администрация Любытинского района. Основой проекта строительства комплекса жилых и хозяйственных построек послужили результаты многолетних раскопок и археологических исследований памятников Любытино, Старой Ладоги, Великого Новгорода и других центров Древней Руси.
Создание «Славянской деревни» было положено в 2005 году с получения директором Любытинского краеведческого музея Андреем Ивановым президентского гранта. Строительство объекта велось с 2006 по 2008 год.
«Славянская деревня X века» является стационарной экспозицией Любытинского краеведческого музея.

## Особенности места
В среднем течении реки Мсты, в Любытино и его окрестностях на территории нескольких квадратных километров находится «один из крупнейших в Европе» комплексов археологических памятников раннего русского средневековья (V—XI века).

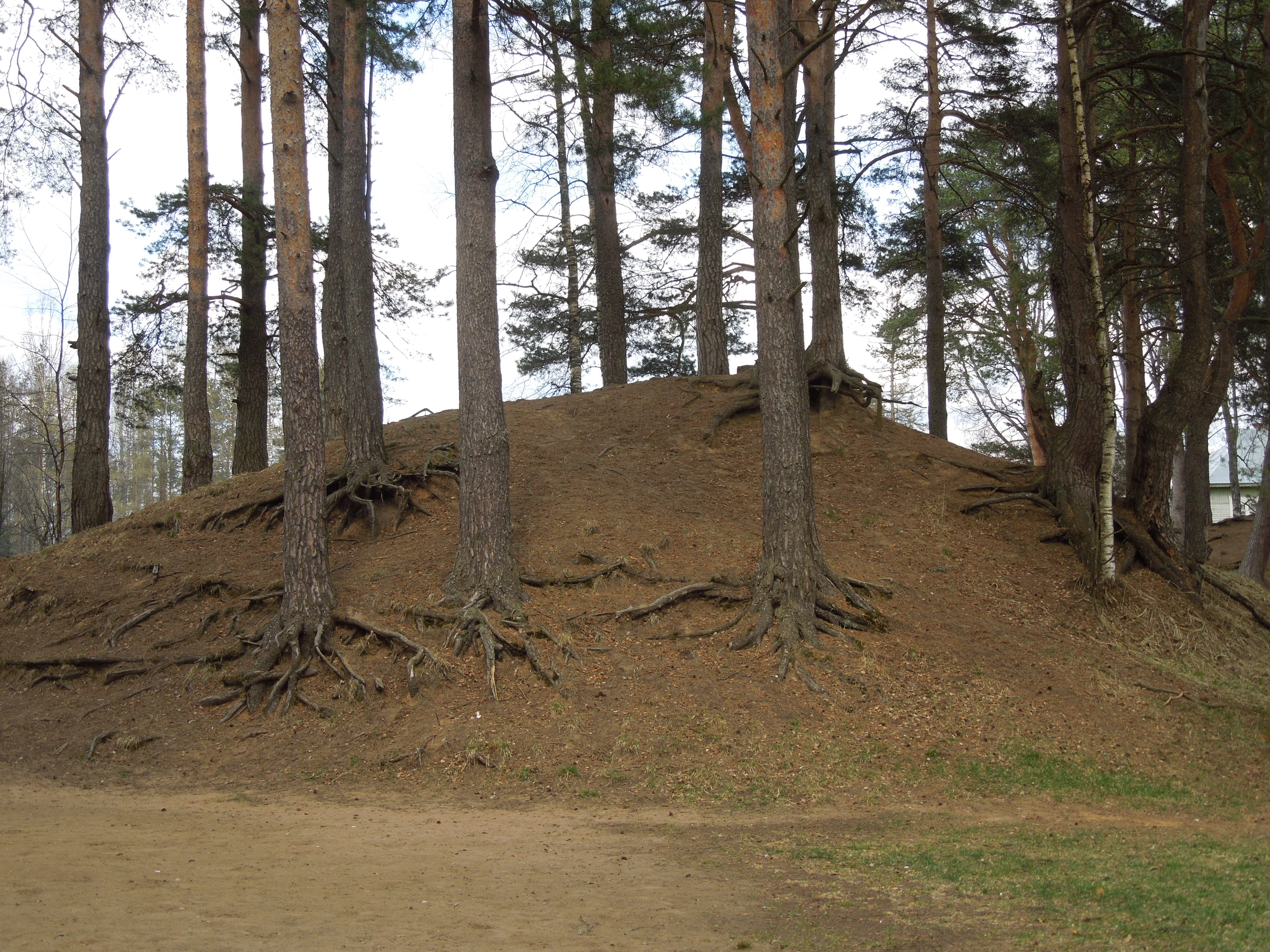
Могильная сопка.
Любытинский археологический заповедник

В X веке на территории современного Любытинского района сформировался один из административных центров Новгородских земель. В 947 году туда совершила поход княгиня Ольга, чтобы подчинить себе жителей региона, установив, согласно летописи, «погосты и дани по Луге и Мсте». На территории современного Любытино Ольга основала княжеский погост, вошедший в состав земель Новгорода.

### Любытинский археологический заповедник
По причине археологической значимости места решением Новгородского облисполкома № 177 от 21 апреля 1986 года в Любытино был организован первый в области археологический заповедник. Его размер — приблизительно 3,5 х 10 км. Цели создания этого заповедника — сохранение уникальных памятников древности и популяризация истории.
«Славянская деревня X века» построена на берегу реки Мсты, на территории археологического заповедника, на месте подлинного археологического объекта, включающего курган, погребальную площадку и се́лище.

## Экспозиция

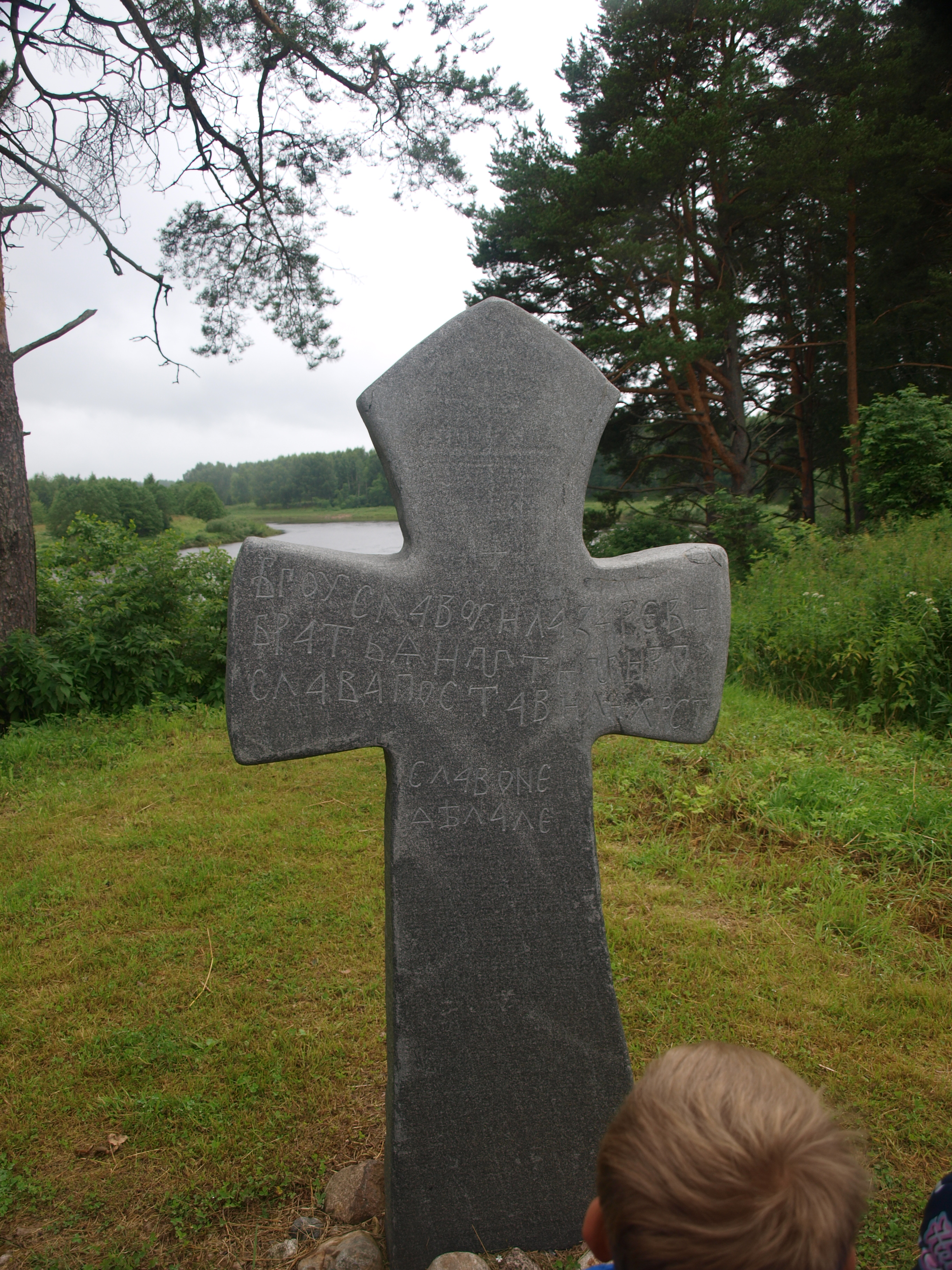
Воймерицкий крест (копия).
Славянская деревня X века

Основу экспозиции составляют четыре жилых славянских дома разных типов и хозяйственные постройки — амбар, клеть, гумно, кузница, пекарня, загон для скота. В интерьерах размещены копии бытовых и хозяйственных предметов.
На территории Славянской деревни 25 мая 2013 года воздвигнута копия Во́ймерицкого креста. Её высота — 188 см, длина перекладины — 88 см. Копию изготовило одно из новгородских предприятий в рамках проекта Любытинского краеведческого музея «Сла́воне делале».

### Особенности построек
Жилые и хозяйственные постройки «Славянской деревни» возведены в строгом соответствии с технологиями X века. Материал — брёвна, береста, корни деревьев, мох, дёрн. В строениях нет окон и потолков, двери — низкие, в качестве вентиляции — маленькие отдушины для максимального сохранения тепла в зимнее время.